# Tingbjerg Bibliotek\Kulturhus
Tingbjerg Bibliotek\Kulturhus er et kommunalt bibliotek og kulturhus, beliggende i den Københavnske bydel Tingbjerg i bydelen Brønshøj-Husum.
Huset er et kulturelt samlingspunkt der inkluderer folkebibliotek, café, værksteder, mødelokaler og koncertsal. Det fungerer også som skolebibliotek for Tingbjerg Skole. Tingbjerg Bibliotek\Kulturhus erstattede det gamle Tingbjerg bibliotek der lå på Ruten 14 og lukkede i 2017.[kilde mangler] Huset er opført og ejet af Københavns Kommune og boligselskaberne fsb og SAB. Det er arkitektfirmaet Cobe, der har tegnet huset, og det er entreprenørerne C.C. Brun Entreprise, Kemp & Lauritzen og Juul & Nielsen der har stået for byggeriet. Huset blev indviet den 1. oktober 2018.
Bygningen af huset var et led i en byudviklingsstrategi for Tingbjerg-Husum som blev vedtaget i 2015. Huset er på 1.450 m² og har kostet knap 58 mio. kr. at opføre. A.P. Møller Fonden har støttet byggeriet med 6 mio. kroner. Tingbjerg Bibliotek\Kulturhus er 4 etager højt. Set fra siden fremtræder det meget smalt, og facaden har et stort vinduesparti med blå, hvide og grå nuancer. Magasinet KBH mener at det ligner et kæmpestort tv, og har kaldt det for "Tv-huset" Første spadestik blev taget i marts 2015, og der blev holdt rejsegilde i februar 2016. Efter de oprindelige planer skulle huset have været indviet i sommeren 2016, men det blev forsinket med over 2 år på grund af tekniske problemer og konstruktionsændringer.
Huset var indstillet til den københavnske arkitekturpris Store Arne i 2018, til Danish Design Award i 2019, samt til Berlingskes pris Byens Bedste Byggeri i 2019. Det er anmeldt i tidsskriftet Arkitektens temanummer Tingbjerg Nu og med i Dansk Arkitektur Centers (DAC) bog Guide to new architecture in Copenhagen.

## Eksterne henvisning
- https://bibliotek.kk.dk/bibliotek/tingbjerg – Tingbjerg Bibliotek\Kulturhus' hjemmeside

55°43′09″N 12°29′03″Ø / 55.71907°N 12.48421°Ø